# Que-Mars Redath-Gom
Que-Mars Redath-Gom a Csillagok háborúja elképzelt univerzumának egyik szereplője.

## Leírása
Que-Mars Redath-Gom a weequay fajhoz tartozó férfi Jedi lovag. Bőrszíne barnásszürke, hajszíne feketésbarna és szemszíne barna.

## Élete
Ezt az Erő-érzékeny weequayt a coruscanti Jedi Templomban nevelték és készítették fel, emiatt azon kevés weequay közé tartozik, akik nem imádják Quayt, népének a holdistenét. A weequayok emiatt kiközösítették Redath-Gomot, akit azonban nemigen zavart a kiközösítés. A kiközösítés ellenére sikeresen elvégezte a padawansághoz szükséges vizsgát. Redath-Gom zöldélű fénykardja ilumi kristályból készült. Padawansága végén sikeresen letette a Jedi lovaghoz szükséges vizsgát is. A Klón Háborúk elindulásakor Que-Mars Redath-Gom már önálló Jedi lovagnak mondhatta magát.
A háború előtt Redath-Gom Mace Windu Jedi mester felügyelete alatt a Jedi Templom őrségéhez volt kinevezve. Amikor megjött a hír, hogy Obi-Wan Kenobi, Anakin Skywalker és Padmé Amidala szenátor foglyok a Geonosison, Mace Windu Jedi mester oldalán Que-Mars Redath-Gom is elment a kiszabadításukra. A Külső Peremben lezajló Első geonosisi csata során, Y. e. 22-ben Que-Mars Redath-Gom életét veszti. A harci droidok túlereje sok volt számára.

## Megjelenése a filmekben
Que-Mars Redath-Gom „A klónok támadása” című filmben látható, az Első geonosisi csata alatt.

## Fordítás
- Ez a szócikk részben vagy egészben a Que-Mars Redath-Gom című Wookieepedia-szócikk ezen változatán alapul. Az eredeti cikk szerkesztőit annak laptörténete sorolja fel.